# Martwica rozpływna
Martwica rozpływna (łac. necrosis coliquativa) – martwica tkanek z przewagą działania enzymów litycznych powodujących rozkład obumarłych tkanek. W tym typie martwicy dochodzi do całkowitego rozpłynięcia się martwej tkanki w gęstą, kleistą masę wskutek enzymatycznego strawienia komórek i tkanki. W niektórych zapaleniach do takiej martwicy prowadzą napływające masowo granulocyty kwasochłonne. Martwa rozpuszczona tkanka wymieszana z milionami granulocytów obojętnochłonnych to ropa.
Przykłady:
- zawał mózgu
- zapalenie wątroby
- wrzód żołądka lub dwunastnicy